# Krebsstation
Krebsstation (russisch Раковый Корпус, Rakowy Korpus) ist ein Roman des russischen Schriftstellers Alexander Solschenizyn von 1967. Er beschreibt das Zusammentreffen verschiedener Krebspatienten in einem usbekischen Krankenhaus der Sowjetunion Mitte der 1950er Jahre. Der Roman gilt als teilweise autobiographisch, weil der Autor selbst in den fünfziger Jahren in Taschkent wegen eines Tumorleidens behandelt wurde und in einer der Hauptpersonen wiederzuerkennen ist.

## Handlung
Zu Beginn des Romans trifft Pawel Nikolajewitsch Rusanow, ein überheblicher, opportunistischer Funktionär proletarischer Abstammung, in der «Station dreizehn» ein, dem Gebäude der Krebsstation, wo er sich wegen eines Lymphoms behandeln lassen muss. Er ist entsetzt, in einem großen Krankensaal mit etwa zehn anderen, seiner Position nicht entsprechenden Patienten untergebracht zu werden und keine bevorzugte Behandlung zu erfahren. Er bereut es, sich nicht gleich in eine standesgemäße Moskauer Klinik begeben zu haben, scheut sich aber in seinem kranken Zustand vor einer Reise und ist sich auch nicht sicher, ob sein Einfluss weit genug reicht, um sich einen Behandlungsplatz in Moskau zu verschaffen.

Oleg Filimonowitsch Kostoglotow, die zweite Hauptperson des Romans und Solschenizyns Alter Ego, ist ein aus politischen Gründen zu Lagerhaft verurteilter und später in die kasachische Steppe verbannter Mann mittleren Alters. Er wird wegen einer Geschwulst im Bauch auf die Krebsstation aufgenommen. Dort entwickelt er sich zum Widersacher seines Zimmergenossen Rusanow, der in seinem Leben Menschen wie Kostoglotow denunziert und ins Verderben gestürzt hat und nun mit seinen Allüren auffällt.

Sowohl Rusanows als auch Kostoglotows Tumore werden unter Chemotherapie, Bestrahlung und Hormontherapie allmählich kleiner, jedoch leiden die Patienten unter den Nebenwirkungen der Behandlung, unter anderem Unfruchtbarkeit durch Östrogene. Die Patienten werden vom Personal im Unklaren über ihre Prognose gelassen. Während Rusanow sich aber mit der Zeit in seine Therapie fügt und an ihren Erfolg glaubt, stellt Kostoglotow, den die jahrelange Verfolgung misstrauisch gemacht hat, das Handeln der Ärzte fortwährend in Frage. Zwischen ihm und der Radiologin Wera Korniljewna Hangart entspinnt sich eine besondere Beziehung. In ihre Hände begibt sich Kostoglotow gern. Wera Hangart, deren Verlobter im Krieg gefallen ist und die seitdem ledig geblieben ist, findet ebenfalls Gefallen an Kostoglotows tiefgründiger Art. Die beiden verlieben sich, ohne es einander offen zuzugeben.

Das alles spielt sich vor dem Hintergrund einer sich abzeichnenden politischen Entspannung zwei Jahre nach dem Tod Josef Stalins ab. Kostoglotow macht sich aufgrund von Gerüchten Hoffnungen auf eine baldige Amnestie. Rusanow fürchtet sich vor der Rache eines ehemaligen Nachbarn, den er seinerzeit angeschwärzt hat, um weitere Wohnräume für seine Familie zu ergattern. Auch sein Sohn bereitet ihm Sorgen, der seit Kurzem eine Anstellung in der Staatsanwaltschaft hat, in dieser aber in den Augen seines Vaters nicht skrupellos genug agiert.

Gegen Ende des Romans werden Rusanow und Kostoglotow aus dem Krankenhaus entlassen. Rusanow wird von seiner Familie mit dem Auto abgeholt. Im Wegfahren verhöhnen sie noch Kostoglotow. Dieser fasst den Plan, noch einen Tag in der Stadt des Krankenhauses zu verbringen und am nächsten Tag zurück nach Kasachstan an den Ort seiner Verbannung zu reisen. Sowohl Wera Hangart als auch Soja, eine Medizinstudentin, die als Krankenpflegerin arbeitet und der Kostoglotow während ihrer Nachtdienste näher gekommen ist, bieten ihm ihre Wohnung zur Übernachtung an. Kostoglotow flaniert durch die Stadt und genießt die ungewohnte Freiheit. In einem Kaufhaus stößt ihn jedoch der Konsum des für ihn unerschwinglichen Luxus ab. Anschließend besucht er den Zoo, weil er es einem Mitpatienten versprochen hat. Doch in den Tieren sieht er Allegorien für seine eigene unfreie Existenz. Einen Affen haben Besucher grundlos verletzt, indem sie ihm Tabak in die Augen geworfen haben, was Kostoglotow zutiefst erschüttert. Er erkennt auch, dass die Tiere so von der Gefangenschaft geprägt sind, dass man ihnen keinen Gefallen tun würde, wenn man sie nun freilassen würde.

Kostoglotow entschließt sich hastig, Weras Wohnung aufzusuchen und mit ihr über eine mögliche gemeinsame Zukunft zu sprechen. Allerdings trifft er sie zuhause nicht an. Er wartet nicht auf sie, sondern begibt sich zum Bahnhof, um mit dem nächsten Zug wegzufahren. In einem Brief gesteht er Wera, dass er sie immer küssen wollte, dass es aber besser sei, wenn sie nicht zusammenkämen. Als politisch Verfolgter, vom Leben gezeichneter, kranker und fortpflanzungsunfähiger Mann fühlt er sich nicht als der richtige Partner für Wera.

## Thematik
Der Roman verflicht die Bereiche Medizin, Politik und Familie. Hauptthema sind die politischen Zustände in der damaligen Sowjetunion. Auf der Krebsstation treffen Günstlinge des Stalinismus, Mitläufer und Verfolgte aufeinander und diskutieren teils heimlich, teils laut und leidenschaftlich über ihre Ansichten. Daneben wird aber auch das Arzt-Patienten-Verhältnis ausführlich beleuchtet. Die Ärzte verschweigen den Patienten ihre wahren Diagnosen, meiden das Wort „Krebs“ und sprechen stattdessen beispielsweise von „Polypen“ bei einem Magenkarzinom. Die ratlosen Patienten suchen ihr Heil in alternativen Therapieformen wie einer Wurzel, die als Wundermittel gegen Krebs gilt und die sie sich für viel Geld zu verschaffen versuchen.

Fragen der entlassenen Patienten, ob sie geheilt seien, antworten die Ärzte falsch oder ausweichend.  Gleichzeitig kümmern sich manche Ärzte aufopfernd um ihre Patienten und versuchen ihnen Zuversicht zu vermitteln. Die gewissenhafte Leiterin der Röntgenabteilung, Doktor Donzowa, erkrankt selbst an einem vermutlich bösartigen Magentumor, will es aber lange nicht wahrhaben, weil sie sich den Wechsel von der Arzt- in die Patientenrolle nicht vorstellen mag. Später möchte sie in die Entscheidungen ihres Falles nicht einbezogen werden und wünscht sich, selbst medizinischer Laie zu sein, um nicht wissen zu müssen, was ihre Krankheit zu bedeuten hat.

Im Zusammenhang mit Doktor Donzowas Erkrankung wird auch ausführlich über die Themen privatärztliche Praxis und hausärztliche Versorgung im Sowjetkommunismus gesprochen.

## Personen

### Patienten
- Oleg Filimonowitsch Kostoglotow – Hauptfigur; ehemaliger Soldat, wegen konterrevolutionärer Umtriebe zu Lagerhaft und anschließender Verbannung verurteilt
- Pawel Nikolajewitsch Rusanow – zweite Hauptfigur; opportunistischer Parteifunktionär, der zu Macht und Wohlstand gekommen ist; muss sich wegen eines Hodgkin-Lymphoms behandeln lassen
- Djomka – warmherziger jugendlicher Sarkompatient, dem das Bein amputiert wird
- Wadim – ehrgeiziger Geologiestudent, der eine neue Methode zur Rohstoffentdeckung entwickeln möchte; leidet an einem malignen Melanom
- Schulubin – Bibliothekar mit Rektumkarzinom, der es bereut, sein Leben lang aus Angst seine Empörung gegen die stalinistischen Verbrechen verschwiegen zu haben
- Asja – Mädchen mit einem Brusttumor, das sich einer Mastektomie unterziehen muss; wird Djomkas Freundin

### Klinikpersonal
- Wera Korniljewna Hangart – Radiologin, die Kostoglotow besonders zugetan ist; trauert immer noch um ihren Verlobten, den sie im Krieg verloren hat
- Ljudmila Afanassjewna Donzowa – Leiterin der Röntgenologischen Abteilung; erkrankt selbst an einem Tumor
- Soja – Medizinstudentin, die als Pflegerin auf der Krebsstation arbeitet; bandelt mit Kostoglotow an
- Nellja – Putzfrau, die später zur Essensausgeberin befördert wird
- Lew Leonidowitsch – fähiger und selbstbewusster Chirurg; war früher in einem Gefangenenlager tätig
- Nisamutdin Bachramowitsch – eingebildeter Chefarzt; stellt Ärzte aus politischen und persönlichen Vorlieben ein, nicht nach ihrer fachlichen Eignung

### Andere
- Kapitalina Matwejewna – Rusanows Ehefrau
- die Kadmins – Ärzteehepaar, Verbannte, Kostoglotows elterliche Freunde im kasachischen Usch-Terek
- Doktor Oreschtschenkow – fünfundsiebzigjähriger Arzt, der immer noch in seinem Privathaus praktiziert; Doktor Donzowas ehemaliger Lehrer

## Erscheinungsgeschichte
Der erste Band des Romans wurde 1966 vom Autor der Literaturzeitschrift Nowyj mir vorgelegt, aber nicht zur Veröffentlichung angenommen. Daraufhin schickte Solschenizyn das Manuskript an verschiedene sowjetische Verlage ohne Erfolg. Dabei sickerte der Text in die Untergrundliteratur Samisdat, was auch Absicht des Autors war: „Die Eiche und das Kalb“. 1967 vollendete Solschenizyn den zweiten Band, der ebenfalls abgelehnt wurde. Zu dieser Zeit war die Existenz des Romans schon im Westen bekannt, Solschenizyn hatte ihn auch in seinem Brief an den Schriftstellerverband erwähnt, wo er die Aufhebung der Zensur in der Sowjetunion forderte. Die Veröffentlichung des Romans wurde in der Sowjetunion weiter vereitelt. Erst nach dem Fall der kommunistischen Herrschaft konnte der Roman in Russland gedruckt werden.
Band 1 erschien im Westen 1967, Band 2 1969. Deutsche Übersetzung Christiane Auras u. a.

## Adaptionen
- 1970 entstand ein 150-minütiger Fernsehfilm unter der Regie von Heinz Schirk und Martin Benrath, Siegfried Lowitz und Vera Tschechowa in den Hauptrollen.[2]
- Die Uraufführung einer Bühnenfassung von John von Düffel fand 2012 im Hans-Otto-Theater statt.[3]